# Shoin-zukuri

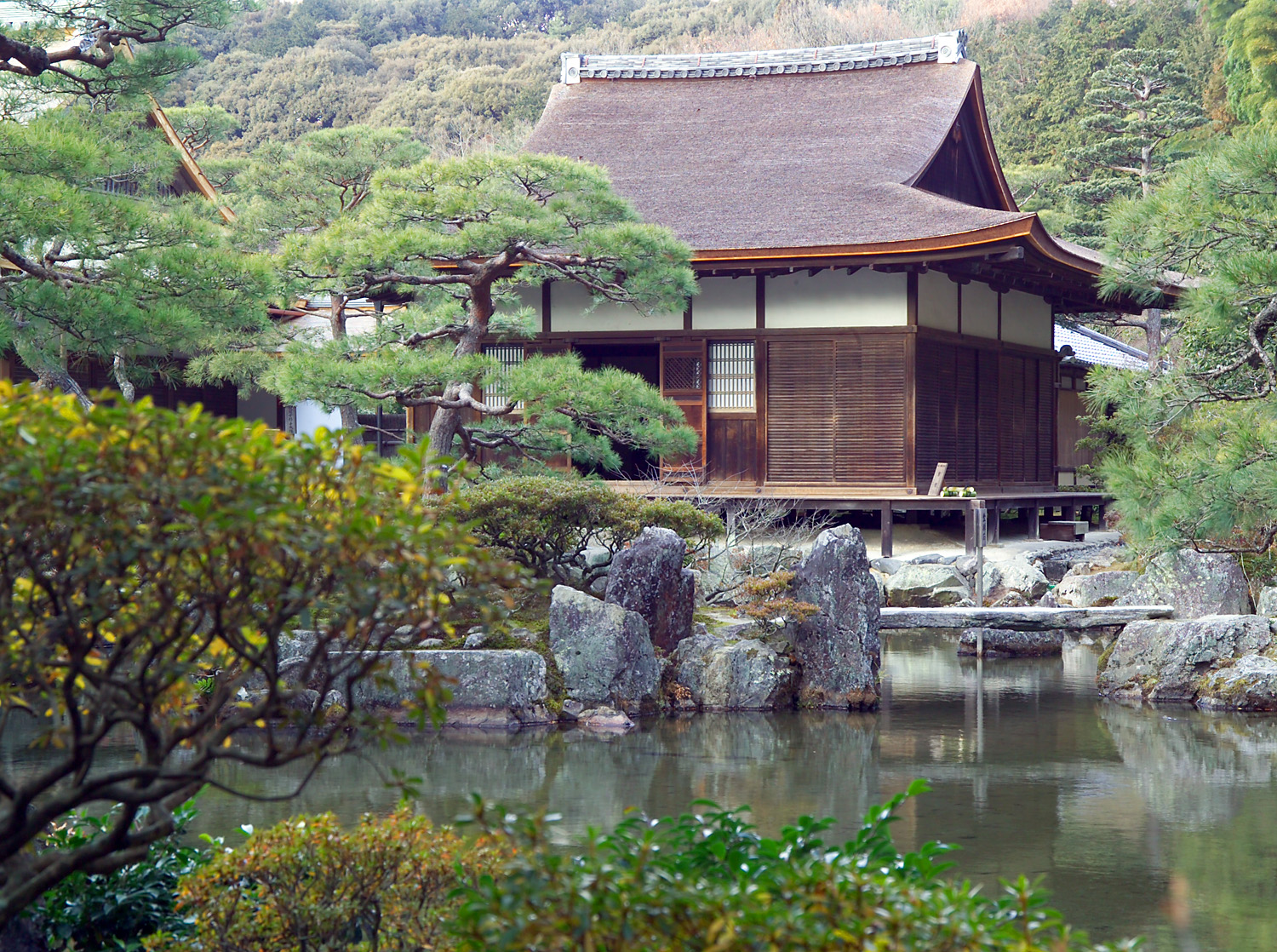
Tōgu-dō de Ginkaku-ji és l'exemple més antic de shoin-zukuri

Shoin-zukuri (書院造) és un estil d'arquitectura residencial japonés usat en les mansions dels militars, sales d'invitats, i cambres de l'abat Zen del període Azuchi-Momoyama (1568-1600) i el període Edo (1600-1868). És la base de l'estil tradicional de casa japonesa de hui. Les característiques principals del shoin-zukuri foren la incorporació de pilars quadrats i pisos completament coberts de tatami. L'estil pren el nom de shoin, un terme que significava 'estudi' i 'lloc de conferències' sobre el sutra dins d'un temple, i més tard significà només 'saló' o 'estudi'.

## Història

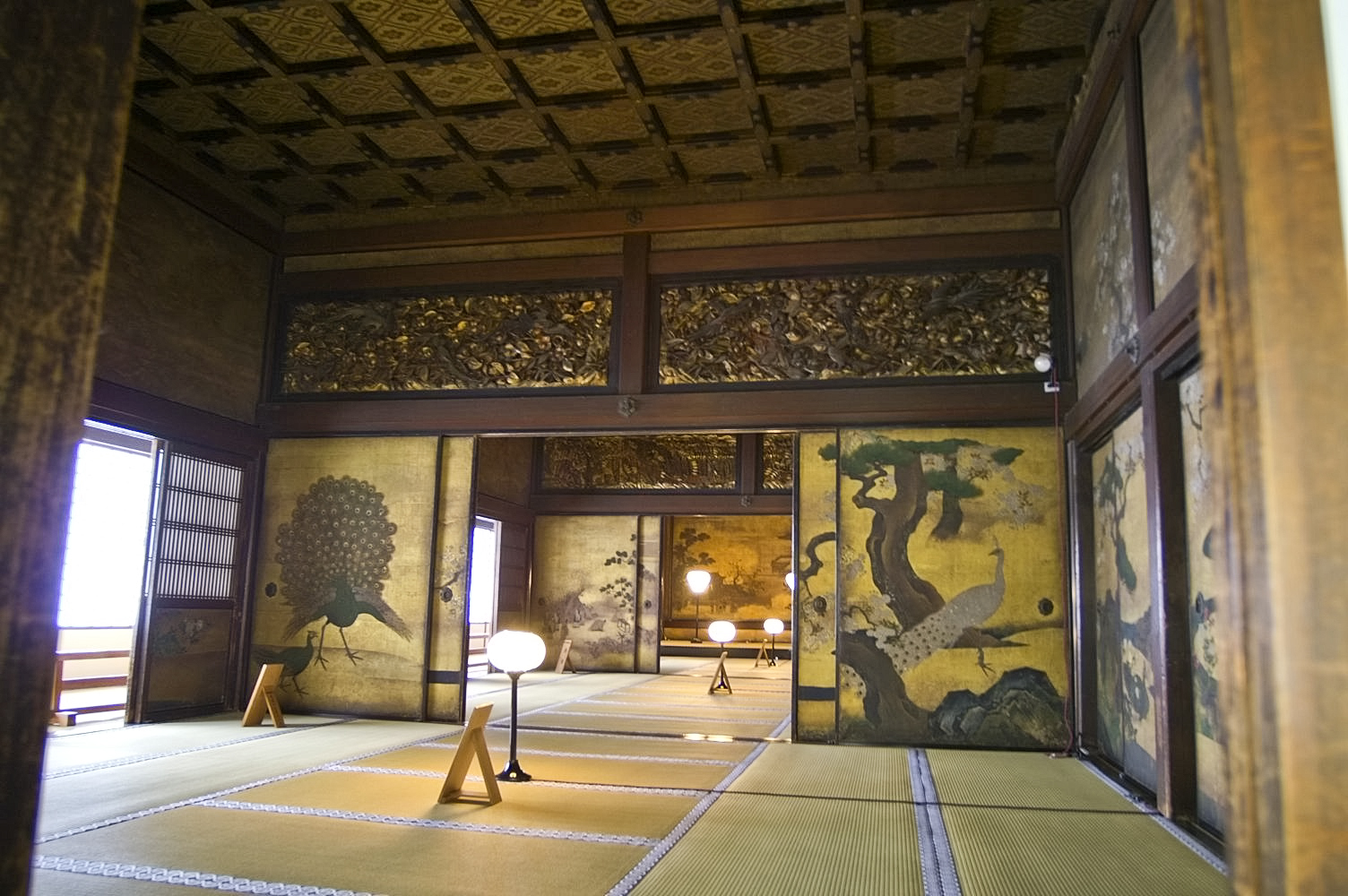
El shiro-shoin en Nishi Hongan-ji

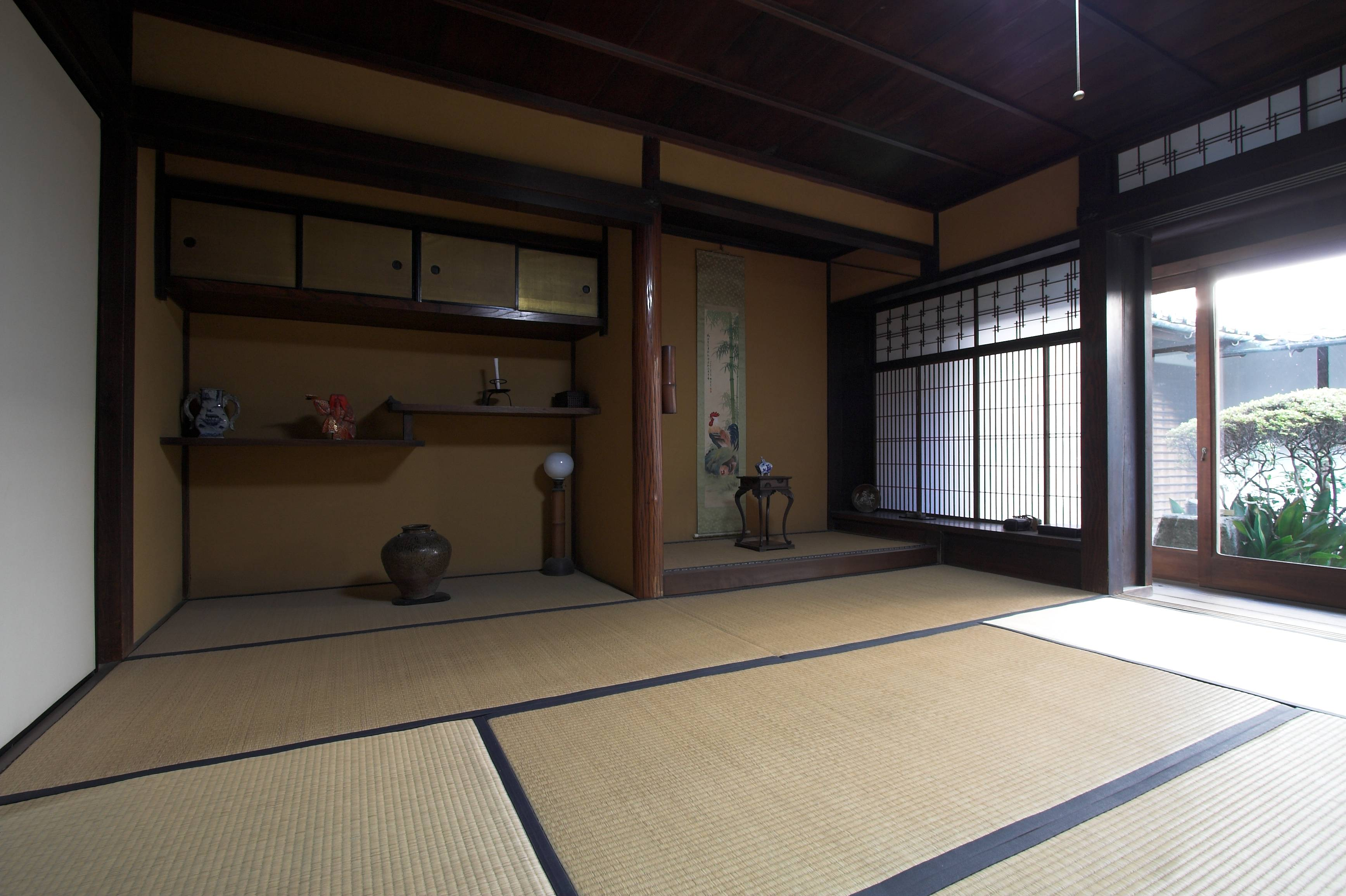
Shoin-zukuri

Les bases per al disseny de les cases tradicionals japoneses de hui amb sòls de tatami es posaren a la fi del període Muromachi i es perfeccionaren durant el període Azuchi-Momoyama. Shoin-zukuri, un nou estil arquitectònic influenciat pel budisme zen, feu evolucionar el shinden-zukuri dels palaus del període Heian i l'estil residencial posterior afavorit per la classe guerrera durant el període Kamamura. El terme shoin s'ha usat per a les sales de recepció de les residències de l'elit militar, així com per a les sales d'estudi dels monestirs. Un shoin té una àrea central envoltada de corredors i àrees més petites separades per portes corredisses (fusuma) o plafons de paper (shōji). La sala de recepció principal es caracteritza per: una alcova rebaixada (tokonoma), prestatges esglaonats, escriptoris encastats i portes corredisses adornades. En general, la sala de recepció es cobreix amb tatami de paret a paret, té pilars quadrats bisellats, un sostre còncau i persianes de fusta per a la pluja.
El saló d'entrada (genkan) hi sorgí com un element d'arquitectura residencial en el període Momoyama. L'edifici d'estil shoin més antic existent és el Togu-dō de Ginkaku-ji i data de 1485. Un altre exemple representatiu de l'estil shoin, també anomenat shuden, inclou dues sales de convidats a Mii-dera. En el període Edo, el shoin-zukuri arribà a l'auge i s'estengué més enllà de les residències de l'elit militar. L'estil shoin d'aquest període es fa palés en les característiques del palau Ninomaru al castell de Nijō, així com al shoin de Nishi Hongan-ji.
L'estil més simple emprat en l'arquitectura de les cases de te per a la cerimònia del te es desenvolupa en paral·lel amb el shoin-zukuri. Al s. XVI Sen no Rikyu establí l'estil de cases de te amb la seua petita grandària, amb dues fins a vuit estores, l'ús de materials naturals, i l'aspecte rústic. Aquest estil de casa de te rebé influències de l'estil de casa de camp japonés i l'estil shoin amb pisos de tatami i alcoves encastades (tokonoma).

### Sukiya-zukuri
A principis del període Edo, les característiques del shoin i els estils de casa de te es començaren a barrejar. El resultat en fou una versió informal de l'estil shoin anomenada sukiya-zukuri. Aquest estil té una alcova decorativa característica, i usa fustes de cedre, pi, avet, bambú, i el xiprer, sovint amb superfícies rugoses, incloent l'escorça. Mentre que l'estil shoin era adequat per a l'arquitectura cerimonial, es feu massa imposant per als edificis residencials. En conseqüència, l'estil menys formal sukiya s'utilitzà per a les mansions de l'aristocràcia i samurais després del començament del període d'Edo.